# Sebastian Mila
Sebastian Mila, poljski nogometaš, * 10. julij 1982, Koszalin, Poljska.
Mila je nekdanji nogometaš, ki je igral na položaju veznega igralca. Nazadnje je igral za Lechio Gdańsk, med letoma 2003 in 2015 je bil član poljske nogometne reprezentance.